# The Wishing Ring: An Idyll of Old England
The Wishing Ring: An Idyll of Old England – amerykański film z 1914 roku w reżyserii Maurice’a Tourneura.

## Wyróżnienia
| Rok wpisania | National Film Registry |
| ------------ | --- |
| 2012         | Lista filmów budujących dziedzictwo kulturalne USA utworzona przez National Film Preservation Board i przechowywana w Bibliotece Kongresu Stanów Zjednoczonych |